# FA Cup 1974-1975
La FA Cup 1974-75 è stata la novantaquattresima edizione della competizione calcistica più antica del mondo.

## Prima fase

### Quinto turno
|                  | Risultato |                | Ripetizione | Seconda rip. |  |
| ---------------- | --------- | -------------- | ----------- | ------------ |  |
| Derby County     | 0 - 1     | Leeds Utd      |             |              |  |
| Everton          | 1 - 2     | Fulham         |             |              |  |
| Arsenal          | 0 - 0     | Leicester City | 1 - 1       | 1 - 0        |  |
| Ipswich Town     | 3 - 2     | Aston Villa    |             |              |  |
| Peterborough Utd | 1 - 1     | Middlesbrough  | 0 - 2       |              |  |
| West Ham Utd     | 2 - 1     | QPR            |             |              |  |
| Mansfield Town   | 0 - 1     | Carlisle Utd   |             |              |  |
| Birmingham City  | 2 - 1     | Walsall        |             |              |  |

## Fase finale

### Quarti di finale
|                 | Risultato |               | Ripetizione | Seconda rip. |  |
| --------------- | --------- | ------------- | ----------- | ------------ |  |
| Ipswich Town    | 0 - 0     | Leeds Utd     | 1 - 1       | 3 - 2        |  |
| Carlisle Utd    | 0 - 1     | Fulham        |             |              |  |
| West Ham Utd    | 2 - 0     | Arsenal       |             |              |  |
| Birmingham City | 1 - 0     | Middlesbrough |             |              |  |

### Semifinali
|              | Risultato |                 | Ripetizione  |  |
| ------------ | --------- | --------------- | ------------ |  |
| West Ham Utd | 0 - 0     | Ipswich Town    | 2 - 1        |  |
| Fulham       | 1 - 1     | Birmingham City | 1 - 0 d.t.s. |  |

### Finale
| Arbitro: | Pat Partridge |

|                |           |  |
| Taylor 60’ 64’ | Marcatori |  |

#### Tabellino
| West Ham Utd |    |                 |  |
|              |    |                 |  |
| P            | 1  | Mervyn Day      |  |
| D            | 2  | John McDowell   |  |
| D            | 3  | Frank Lampard   |  |
| C            | 4  | Billy Bonds (c) |  |
| D            | 5  | Tommy Taylor    |  |
| D            | 6  | Kevin Lock      |  |
| A            | 7  | Billy Jenkins   |  |
| C            | 8  | Graham Paddon   |  |
| A            | 9  | Alan Taylor     |  |
| C            | 10 | Trevor Brooking |  |
| C            | 11 | Pat Holland     |  |
| Allenatore:  |    |                 |  |
| John Lyall   |    |                 |  |

| Fulham      |    |                  |
|             |    |                  |
| P           | 1  | Peter Mellor     |
| D           | 2  | John Cutbush     |
| D           | 3  | John Fraser      |
| C           | 4  | Alan Mullery (c) |
| D           | 5  | John Lacy        |
| D           | 6  | Bobby Moore      |
| C           | 7  | John Mitchell    |
| C           | 8  | John Conway      |
| A           | 9  | Viv Busby        |
| A           | 10 | Alan Slough      |
| C           | 11 | Les Barrett      |
| Allenatore: |    |                  |
| Alec Stock  |    |                  |